# Jacek Pietrzyk
Jacek Józef Pietrzyk (ur. 5 lutego 1944 w Krakowie) – polski lekarz-pediatra, pracownik naukowy Akademii Medycznej, następnie Collegium Medicum Uniwersytetu Jagiellońskiego, profesor nauk medycznych, także koszykarz, mistrz i reprezentant Polski.

## Życiorys

### Działalność naukowa
W 1967 ukończył studia w Akademii Medycznej w Krakowie, następnie podjął pracę na macierzystej uczelni. Stopień doktora uzyskał w 1973, stopień doktora habilitowanego w 1980. Tytuł profesora nauk medycznych otrzymał w 1990, tytuł profesora zwyczajnego w 1999. W latach 1977–1981 kierował Pracownią Genetyki Populacyjnej, w latach 1981-1983 Zakładem Genetyki Medycznej. W 1983 został kierownikiem I Kliniki Chorób Dzieci oraz Katedry Pediatrii i pełnił te funkcje do 2014.
Był promotorem w niemal trzydziestu przewodach doktorskich. Wśród jego uczniów był m.in. Marek Sanak.

### Działalność sportowa
W latach 1960–1966 był zawodnikiem Wisły Kraków, z którą w 1961 zdobył wicemistrzostwo, a w 1962 mistrzostwo Polski juniorów, w 1964 mistrzostwo Polski seniorów, w 1965 i 1966 wicemistrzostwo Polski seniorów. W latach 1966–1969 reprezentował barwy Korony Kraków. Był reprezentantem Polski juniorów i seniorów. Z reprezentacją juniorską wystąpił na nieoficjalnych mistrzostwach Europy juniorów w 1962. W reprezentacji seniorskiej wystąpił w 15 spotkaniach.

### Odznaczenia i wyróżnienia
W 2004 został odznaczony Krzyżem Kawalerskim Orderu Odrodzenia Polski (M.P. nr 56 z 2004, poz. 942). W 2001 otrzymał medal Kalos Kagathos.